# Communauté de communes du Grand Saint-Émilionnais
La communauté de communes du Grand Saint-Émilionnais est un établissement public de coopération intercommunale (EPCI) français situé dans le département de la Gironde, en région Nouvelle-Aquitaine.
Son territoire se situe à environ 35 kilomètres au nord-est de Bordeaux, entre Libourne et Castillon-la-Bataille, sur le coteau nord de la vallée de la Dordogne.

## Historique
La création de la communauté de communes du Grand Saint-Émilionnais au 1er janvier 2013 a été actée par arrêté préfectoral en date du 14 décembre 2012 en trois temps :
1. rattachement des communes de Belvès-de-Castillon, Gardegan-et-Tourtirac, Saint-Genès-de-Castillon, Saint-Philippe-d'Aiguille et Sainte-Terre à la communauté de communes de la Juridiction de Saint-Émilion (soit treize communes, huit anciennes et cinq nouvelles),
2. rattachement de la commune de Saint-Cibard à la communauté de communes du Lussacais (soit neuf communes, huit anciennes et une nouvelle),
3. fusion des communautés de communes élargies de la Juridiction de Saint-Émilion et du Lussacais et constitution de la communauté de communes du Grand Saint-Émilionnais composée de 22 communes, constitution emportant la dissolution des communautés de communes constitutives.

## Territoire communautaire

### Géographie physique
Située à l'est  du département de la Gironde, la communauté de communes du Grand Saint-Émilionnais regroupe 22 communes et présente une superficie de 235,5 km2.

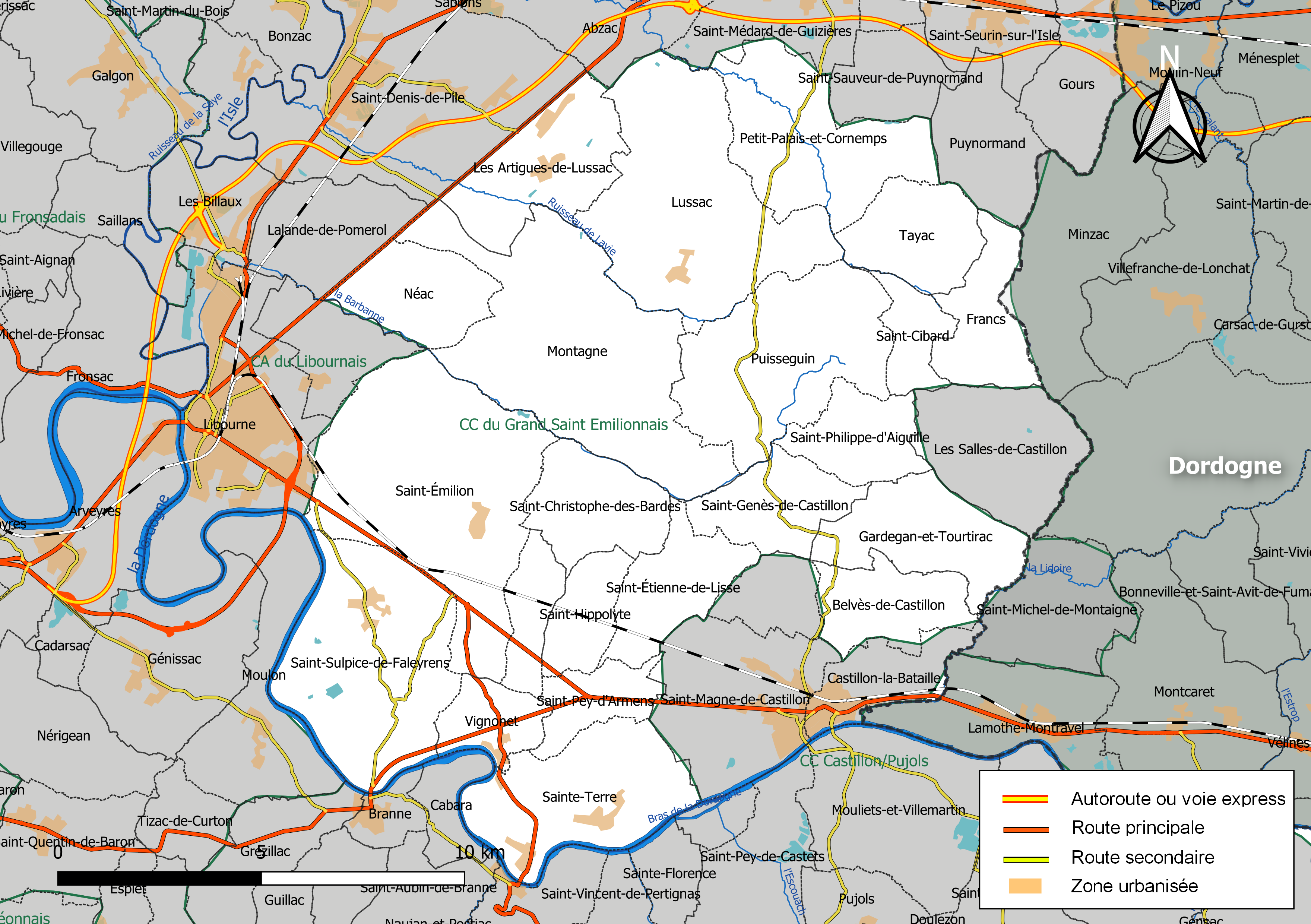
Carte de la communauté de communes du Grand Saint-Émilionnais au 1er janvier 2019.

### Composition

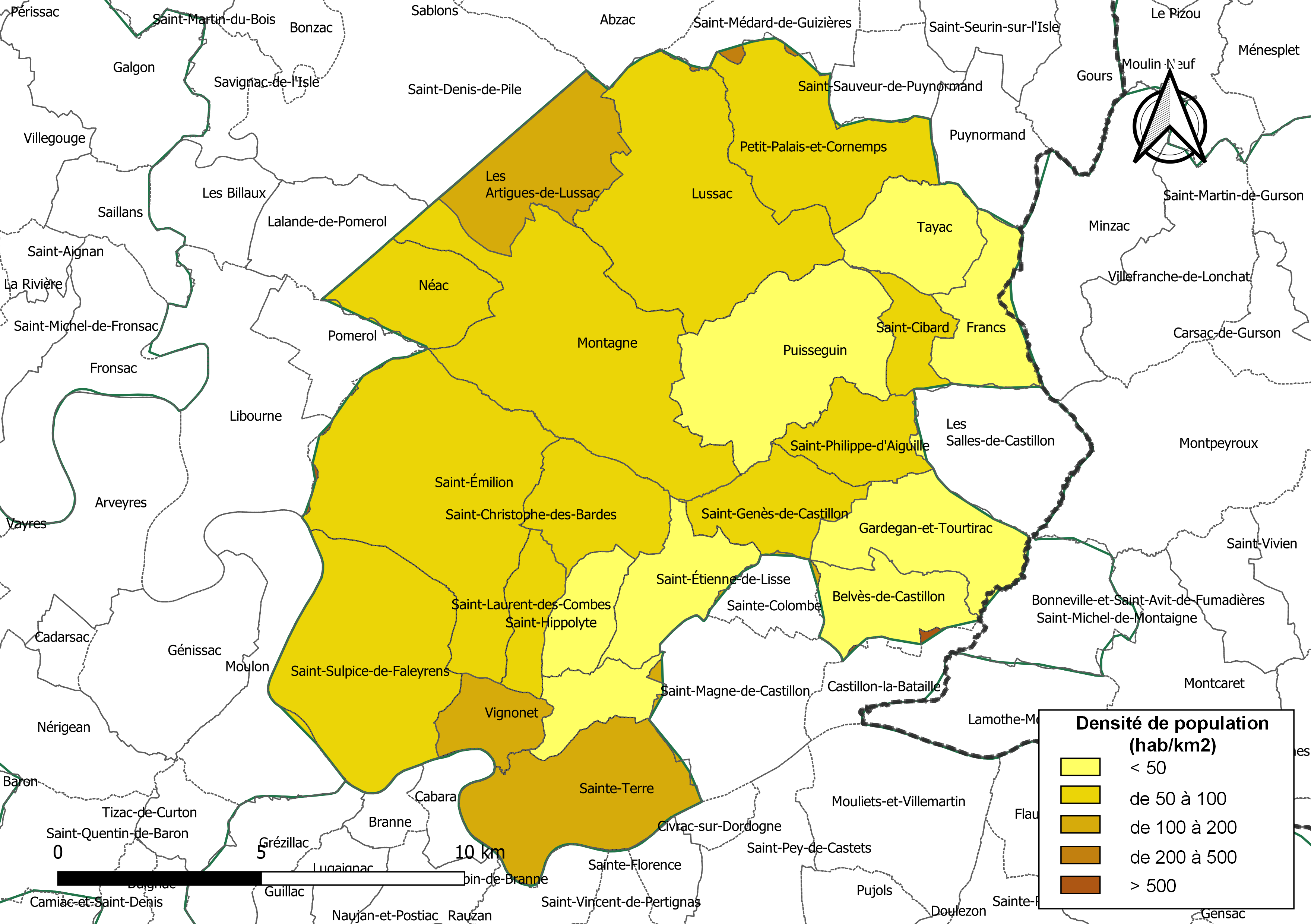
Carte des densités de population (millésimée 2016) des communes de la communauté de communes du Grand Saint-Émilionnais. Composition en communes au 1er janvier 2019.

La communauté de communes est composée des 22 communes suivantes :

| Nom                         | Code Insee | Gentilé            | Superficie (km2) | Population (dernière pop. légale) | Densité (hab./km2) |
| --------------------------- | ---------- | ------------------ | ---------------- | --------------------------------- | ------------------ |
| Vignonet (siège)            | 33546      | Vinitais           | 4,15             | 483 (2022)                        | 116                |
| Les Artigues-de-Lussac      | 33014      | Artiguais          | 10,16            | 1 120 (2022)                      | 110                |
| Belvès-de-Castillon         | 33045      | Belvésiens         | 6,61             | 330 (2022)                        | 50                 |
| Francs                      | 33173      | Francs             | 6,59             | 178 (2022)                        | 27                 |
| Gardegan-et-Tourtirac       | 33181      | Gardeganais        | 9,58             | 277 (2022)                        | 29                 |
| Lussac                      | 33261      | Lussacais          | 23,43            | 1 146 (2022)                      | 49                 |
| Montagne                    | 33290      | Montagnards        | 26,66            | 1 520 (2022)                      | 57                 |
| Néac                        | 33302      | Néacais            | 6,88             | 324 (2022)                        | 47                 |
| Petit-Palais-et-Cornemps    | 33320      | Petit-Palaisiens   | 14,32            | 738 (2022)                        | 52                 |
| Puisseguin                  | 33342      | Puisseguinais      | 17,25            | 828 (2022)                        | 48                 |
| Saint-Christophe-des-Bardes | 33384      | Saint-Christophais | 7,69             | 390 (2022)                        | 51                 |
| Saint-Cibard                | 33386      | Saint-Cibardais    | 3,54             | 193 (2022)                        | 55                 |
| Saint-Émilion               | 33394      | Saint-Émilionnais  | 27,02            | 1 689 (2022)                      | 63                 |
| Saint-Étienne-de-Lisse      | 33396      | Stéphanois         | 7,09             | 181 (2022)                        | 26                 |
| Saint-Genès-de-Castillon    | 33406      | Saint-Genésiens    | 6,8              | 367 (2022)                        | 54                 |
| Saint-Hippolyte             | 33420      | Saint-Hippolytains | 4,45             | 124 (2022)                        | 28                 |
| Saint-Laurent-des-Combes    | 33426      | Saint-Laurentais   | 3,86             | 229 (2022)                        | 59                 |
| Saint-Pey-d'Armens          | 33459      | Peyrelais          | 4,2              | 185 (2022)                        | 44                 |
| Saint-Philippe-d'Aiguille   | 33461      | Saint-Philippois   | 5,87             | 383 (2022)                        | 65                 |
| Saint-Sulpice-de-Faleyrens  | 33480      | Saint-Sulpiciens   | 18,17            | 1 331 (2022)                      | 73                 |
| Sainte-Terre                | 33485      | Sainte-Terrois     | 13,93            | 1 890 (2022)                      | 136                |
| Tayac                       | 33526      | Tayacais           | 7,22             | 127 (2022)                        | 18                 |

### Démographie
| 1968   | 1975   | 1982   | 1990   | 1999   | 2006   | 2011   | 2016   | 2022   |
| ------ | ------ | ------ | ------ | ------ | ------ | ------ | ------ | ------ |
| 17 247 | 16 762 | 16 896 | 16 474 | 15 503 | 15 396 | 15 265 | 14 738 | 14 033 |

## Administration
L'administration de l'intercommunalité repose, à compter du renouvellement général des conseils municipaux de mars 2014, sur 44 délégués titulaires à raison d'un siège par commune participante sauf Saint-Émilion et Sainte-Terre qui en dispose de cinq chacune, Montagne et Saint-Sulpice-de-Faleyrens de quatre chacune, Lussac et Les Artigues-de-Lussac de trois chacune et Puisseguin, Petit-Palais-et-Cornemps, Vignonet et Saint-Christophe-des-Bardes chacune de deux.
| Période                                  | Période  | Identité       | Étiquette            | Qualité                        |
| ---------------------------------------- | -------- | -------------- | -------------------- | ------------------------------ |
| janvier 2013                             | En cours | Bernard Lauret | UMP-LR-PR puis Modem | Maire de Saint-Émilion (2007-) |
| Les données manquantes sont à compléter. |          |                |                      |                                |